# Saint-Martin-d'Uriage
Saint-Martin-d'Uriage é uma comuna francesa na região administrativa de Auvérnia-Ródano-Alpes, no departamento de Isère.